# Margareta Christina Giers
Pour les articles homonymes, voir Giers.
Margareta Christina Giers, née en 1731 à Stockholm et morte le 12 novembre 1796 dans sa ville natale, est une artiste-peintre suédoise.

## Biographie
Elle est née du vicaire Eric Petter Giers et de Brita Giring. Elle est mariée au professeur Olof Murén. Elle est surtout active dans la peinture à la gouache, réalisant des copies d'ancien peintres.